# Liophis vitti
Liophis vitti este o specie de șerpi din genul Liophis, familia Colubridae, descrisă de Hugh Neville Dixon în anul 2000. Conform Catalogue of Life specia Liophis vitti nu are subspecii cunoscute.